# 조인정
조인정(2005년 11월 8일~)우 대한민국의 축구 선수로, 포지션은 수비수이다. 현재 K리그1의 제주 유나이티드 소속이다.